# Lissie
Elisabeth Maurus (Rock Island (Illinois), 21 november 1982), beter bekend onder haar artiestennaam Lissie, is een Amerikaanse folkrockartieste en is volgens het Amerikaanse muziektijdschrift Paste de beste nieuwe soloartiest van 2010. In november 2009 verscheen haar eerste ep, Why You Running. Haar debuutalbum Catching a Tiger kwam uit in juni 2010.

## Beginjaren en carrière
Lissie is geboren en opgegroeid in Rock Island in Illinois. Ze was reeds op jonge leeftijd geïnteresseerd in muziek en vertolkte op negenjarige leeftijd de hoofdrol in de musical Annie.
Haar doorbraak bij het grote publiek ontstond door de samenwerking met Morgan Page in het nummer The Longest Road.
Haar ep Why You Running, geproduceerd door Bill Reynold van Band of Horses, werd uitgebracht in november 2009 door Fat Possum. Lissie werd door velen opgemerkt, onder wie Lenny Kravitz en Ray LaMontagne, die haar vroegen als voorprogramma bij hun tournee.
Lissie ging vervolgens in zee met Sony Music UK's Columbia Records. Haar debuutalbum, Catching a Tiger, kwam uit op 21 juni 2010. Het album was opgenomen in Nashville in 2009 en geproduceerd door Jacquire King. De eerste single van het album, In Sleep, werd door het Britse muziektijdschrift Q als single van de dag gekozen. De tweede single, When I'm Alone, werd door iTunes UK verkozen tot single van het jaar 2010.
Cuckoo werd de derde single van het album Catching a Tiger.
Het tweede volwaardige album van Lissie was Back To Forever, dat verscheen op 14 oktober 2013. De productie van dit album was in handen van de Ier Jacknife Lee (bekend van onder meer werk voor R.E.M., U2, Robbie Williams en Snow Patrol). De singles zijn Shameless, Further Away (Romance Police) en Sleepwalking.

## Discografie

### Albums
| Album met hitnotering(en) in de Vlaamse Ultratop 200 albums | Datum van verschijnen | Datum van binnenkomst | Hoogste positie | Aantal weken | Opmerkingen |
| ----------------------------------------------------------- | --------------------- | --------------------- | --------------- | ------------ | ----------- |
| Catching a tiger                                            | 18-06-2010            | 02-10-2010            | 86              | 1            |             |

### Singles
| Single met hitnotering(en) in de Vlaamse Ultratop 50 | Datum van verschijnen | Datum van binnenkomst | Hoogste positie | Aantal weken | Opmerkingen |
| ---------------------------------------------------- | --------------------- | --------------------- | --------------- | ------------ | ----------- |
| In sleep                                             | 21-06-2010            | -                     |                 |              |             |
| When I'm alone                                       | 23-08-2010            | -                     |                 |              |             |
| Cuckoo                                               | 11-07-2011            | 06-08-2011            | tip33           | 3            |             |

- Bibliothèque nationale de France: cb16656902p (data)
- Gemeinsame Normdatei: 14155858X
- International Standard Name Identifier: 0000 0001 1456 4630
- Library of Congress Control Number: no2011024553
- MusicBrainz: ae7dc88a-f3c7-4008-9eb8-2aafda1be759
- Nationale Bibliotheek van Israël: 987007421334605171
- Virtual International Authority File: 122277827
- WorldCat: E39PBJgt69VdvyBYqMFhmxBXVC